# Initiative populaire « Contre la construction de minarets »
L’initiative populaire « contre la construction de minarets » est une initiative populaire lancée au niveau de la Confédération suisse et approuvée par le peuple et les cantons le 29 novembre 2009.

## Contexte

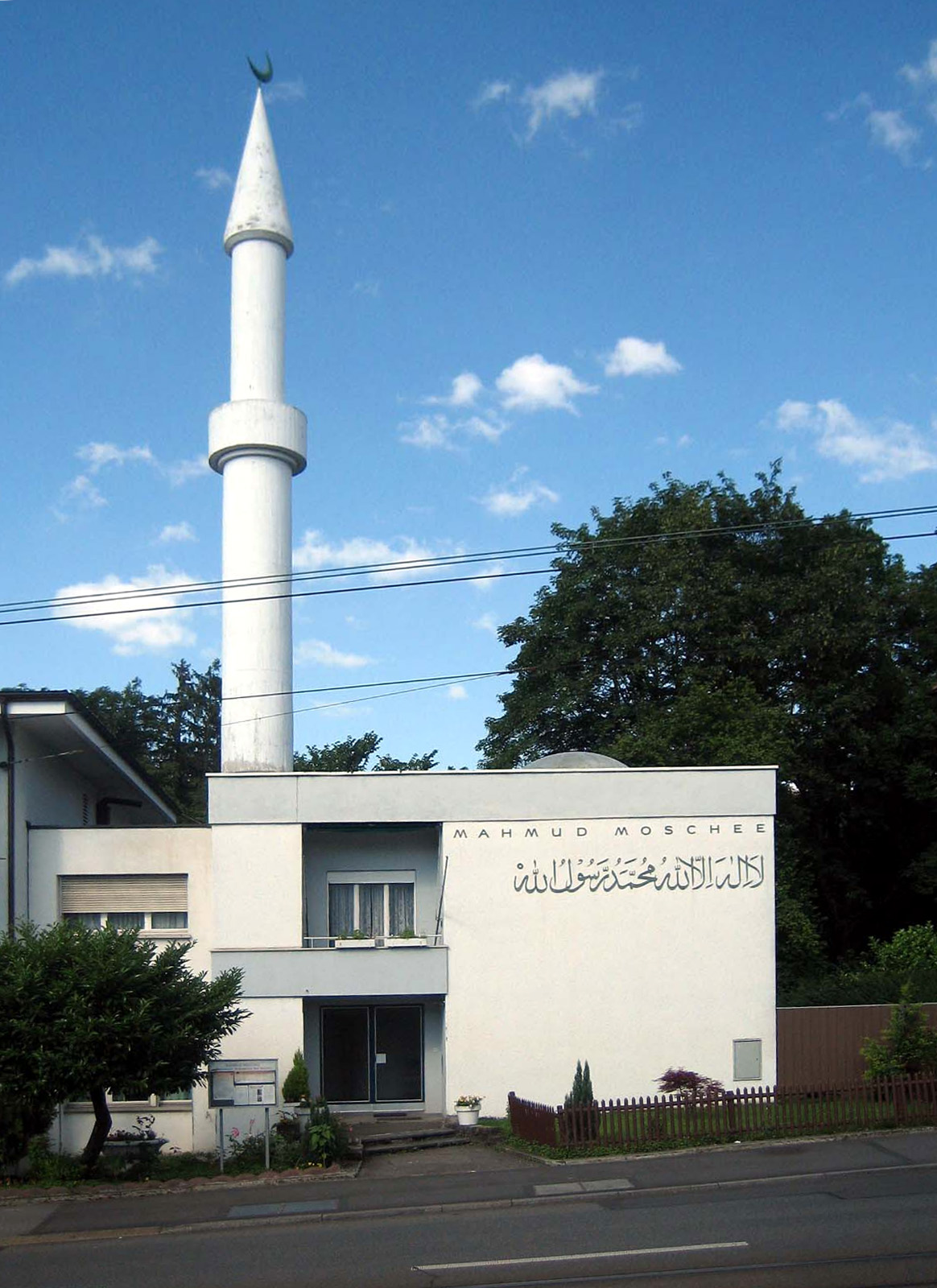
Mahmud-Moschee de Zurich.

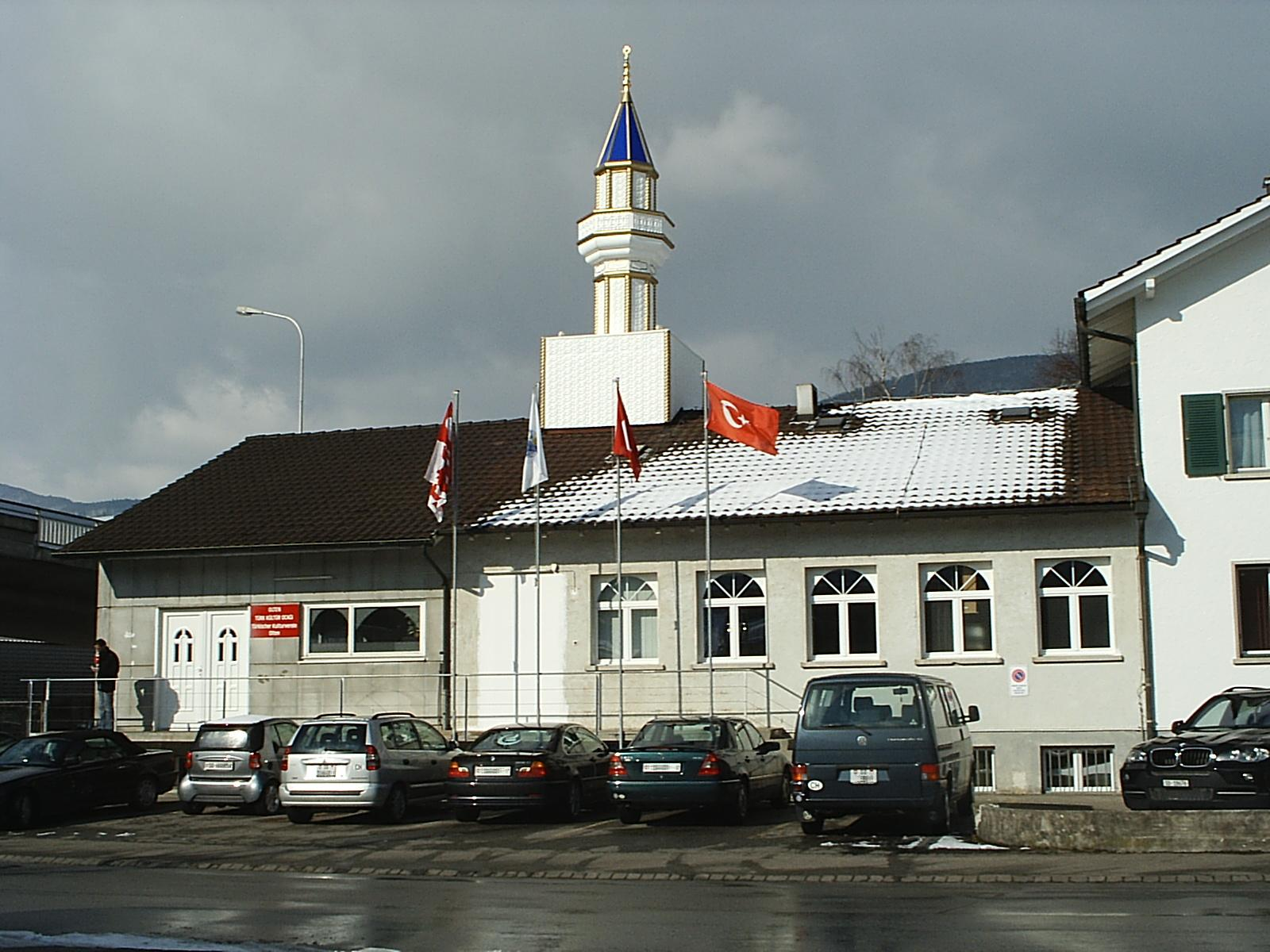
Mosquée du centre culturel turc à Wangen bei Olten.

Avec près de 340 000 musulmans sur une population de 7,4 millions d'habitants, soit 4,3 % de la population, l'islam en Suisse est aujourd'hui la troisième religion du pays d'après les données du recensement fédéral organisé en 2000 par l'Office fédéral de la statistique. La part musulmane de la population est passée de 16 000 musulmans en 1970 et 57 000 en 1980 à environ 400 000 en 2009, selon l'Institut Religioscope qui indique que « la présence musulmane est associée largement à une immigration encore fraîche ». En 2006, les croyants musulmans peuvent se recueillir dans plus de 120 lieux de prière, généralement des centres culturels islamiques.
En 2007, la Suisse compte quatre mosquées comportant un minaret : la Mahmud-Moschee inaugurée à Zurich en 1963 et la mosquée de Genève inaugurée à Genève en 1978 sont les principales d'entre elles ; Winterthour et Wangen bei Olten en comportent également. Aucun d'entre eux ne voient un muezzin appeler à la prière comme le veut la pratique dans certains pays musulmans.
Les débats sur la construction de minarets, notamment à Wangen bei Olten, Wohlen, Langenthal et Wil, ont pris le nom de « minarets de la discorde », qui est par ailleurs le titre d'un ouvrage dirigé par Patrick Haenni et Stéphane Lathion.

## Initiative populaire
Seize personnalités politiques suisses, dont quatorze membres de l'Union démocratique du centre, créent un comité d'initiative basé à Flaach et lancent le 1er mai 2007 une initiative populaire. Celui-ci prévoit d'ajouter un alinéa 3 à l'article 72 de la constitution fédérale indiquant que « la construction de minarets est interdite ».
Le 8 juillet 2008, 114 137 signatures sont déposées à la Chancellerie fédérale ; 113 540 sont déclarées valables le 28 juillet.

### Positions officielles
Dès le dépôt de l'initiative, le Conseil fédéral par la voix du président Pascal Couchepin, indique qu'il appellera la population à rejeter le texte,. Il le considère en effet comme une limite trop importante de la liberté des musulmans de professer leur croyance en public, incompatible avec ce qui est vu comme les valeurs d'une société libre et de la démocratie directe. Lors d'une conférence de presse, le 15 octobre 2009, la conseillère fédérale Eveline Widmer-Schlumpf estime que le texte enfreint les principes de la liberté de croyance et de conscience, l'égalité et met en danger la paix religieuse.
Une fois soumise aux deux chambres de l'Assemblée fédérale, le débat parlementaire est entamé en mars 2009. Cinq heures sont nécessaires au Conseil national pour prendre position sur le texte. Alors que la gauche rejette la validité de l'initiative qui « menace la démocratie » selon le socialiste Andreas Gross, qui « viole le droit international et les valeurs fondamentales de la Suisse » selon son collègue Carlo Sommaruga ou qui ouvre « la porte à une nouvelle guerre des religions » selon l'écologiste Antonio Hodgers, l'UDC Hans Fehr voit dans les minarets « la baïonnette de l'islam ». Si la majorité du Conseil national (128 voix contre 53) décide que le texte ne viole pas le jus cogens (dispositions impératives du droit international), elle appelle toutefois au rejet du texte par 129 voix contre 50.
Dans le même temps, l'ancien juge fédéral Giusep Nay juge celle-ci « inapplicable et en violation avec la liberté de religion ».
Les recommandations de vote des partis politiques sont les suivantes : 
| Parti politique              | Recommandation |
| ---------------------------- | -------------- |
| Parti bourgeois-démocratique | non            |
| Parti chrétien-social        | non            |
| Parti démocrate-chrétien     | non            |
| Parti évangélique            | non            |
| Parti socialiste             | non            |
| Parti suisse du travail      | non            |
| Vert'libéraux                | non            |
| Les Libéraux-Radicaux        | non            |
| Union démocratique du centre | oui            |
| Union démocratique fédérale  | oui            |
| Les Verts                    | non            |

### Campagne

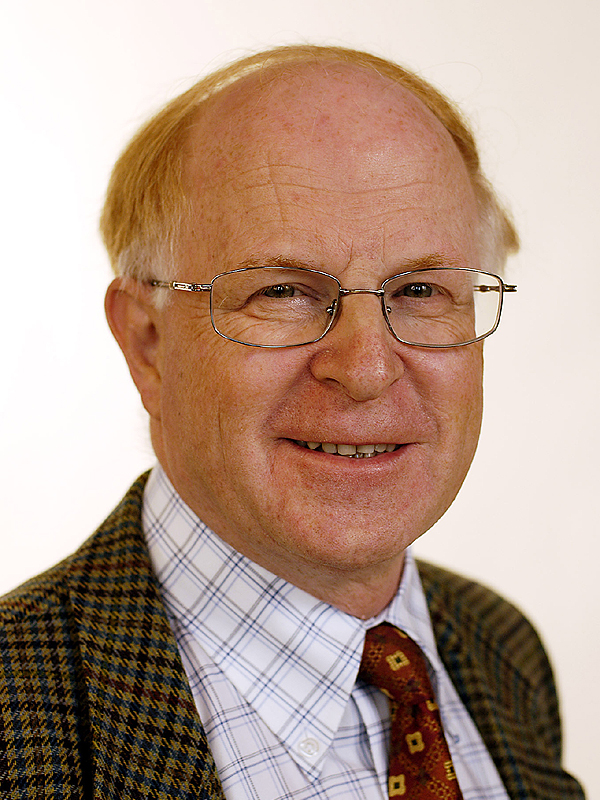
Ulrich Schlüer, l'un des initiants du texte

Pour le conseiller national UDC zurichois Ulrich Schlüer, membre du comité d'initiative, les minarets sont « le symbole d'une revendication de pouvoir politico-religieuse qui conteste les droits fondamentaux d'autres personnes ». Son collègue de parti Oskar Freysinger considère pour sa part ne pas avoir de « garanties, au niveau de la pratique musulmane, de l'acceptation sans restriction de notre droit civil » et voit dans le minaret un symbole politique introduisant un système alternatif de droit puisque, sans muezzin, il perdrait sa fonction culturelle. Il souligne également que cet élément architectural n'est pas prescrit dans le Coran comme un symbole nécessaire à la pratique du culte.
Après la publication d'un premier sondage indiquant une tendance au refus du texte, le conseiller national UDC Peter Spuhler rend public sa crainte d'un boycott de la Suisse en cas d'acceptation. De son côté, le conseiller fédéral UDC Ueli Maurer indique que l'initiative « donne un faux signal car elle peut être considérée comme hostile aux étrangers et trop peu nuancée ».
À gauche, Andreas Gross estime que cette initiative est contraire à la constitution et à certains droits de l'homme. Rapporteur de la commission parlementaire ayant étudié le texte, Antonio Hodgers souligne la prééminence des droits fondamentaux, comme la liberté de culte, et la nécessité de maintenir la paix civile en Suisse, tout en niant tout caractère politique particulier au minaret et en s'inquiétant de la perception dans le monde musulman d'une éventuelle acceptation de l'initiative. Il évoque également le précédent des articles d'exception adoptés à la fin du XIXe siècle pour protéger la Suisse de l'influence du Vatican mais fortement contestés tout au long du XXe siècle.
Du côté des autorités religieuses, l'évêque de Bâle, Kurt Koch, déclare ne voir aucun problème à la construction de minarets et considère celle-ci comme relevant de considérations juridique et politique plutôt qu'interreligieuse. Ainsi, le débat sur la constitutionnalité de l'initiative, en particulier sur son adéquation avec la Convention européenne des droits de l'homme dont la Suisse est un État-membre, se place au cœur de la campagne, le principal problème étant celui de la discrimination religieuse prohibée par son article 14.

### Affiches
Au cours de la campagne, une polémique éclate concernant l'affiche électorale choisie par les initiants. Celle-ci montre une femme portant une burqa noire placée devant une série de minarets noirs, tels des missiles, plantés dans le drapeau suisse. Certaines communes décident de l'interdire au nom de la préservation de la paix publique, ce que le comité d'initiative voit comme de la censure car il considère son affiche comme « irréprochable sur le plan juridique ». Pour le politologue Georg Lutz, le comité cherche par son choix à « provoquer un débat public dans les parties rédactionnelles des médias ». Le 22 octobre, l'UDC profite de l'interdiction d'affichage dans certaines villes pour lancer une seconde affiche composée d'un drapeau suisse avec les mentions « Censure » et « Raison de plus de dire oui à l'interdiction des minarets ».

### Perceptions à l'étranger
Le site Web de la chaîne de télévision arabe Al Jazeera réagit en annonçant que des « extrémistes suisses » veulent interdire la construction de mosquées, alors que seuls les minarets sont visés par l'initiative ; certains internautes s'y font entendre pour appeler à un potentiel boycott des banques suisses. Le journaliste Tamer Abul-Enein rappelle cependant l'existence d'un front opposé à l'initiative.
Par ailleurs, l'Organisation de la conférence islamique, organisation intergouvernementale réunissant tous les pays musulmans, exprime son inquiétude sur une possible acceptation de l'initiative.

## Votation

Résultat par canton (cantons favorables en vert, cantons opposés en rouge)

Le 29 novembre 2009, alors que les sondages prédisaient un rejet de l'initiative, celle-ci est acceptée à la double majorité du peuple (57,5 % de votes favorables) et des cantons (19,5 cantons sur 23), pour un taux de participation de 53,76 %,,. Seuls Bâle-Ville (48,4 %), Neuchâtel (49,3 %), Vaud (46,9 %) et Genève (40,3 %) refusent le texte.
Les résultats officiels au niveau national sont les suivants :
| 1 535 010                     | 57,50 | 1 134 440 | 42,50 | 39 837 | 2 709 287 | 5 039 676 | 53,76 | 17 | 5 | 3 | 1 |
| Source: Gouvernement Suisse 1 |       |           |       |        |           |           |       |    |   |   |   |

L'interdiction de construire des minarets est désormais inscrite dans la constitution ; les quatre minarets existants ne sont cependant pas concernés, tout comme les mosquées et autres lieux de prière musulmans qui peuvent toujours être construits et utilisés.

### Réactions en Suisse
Dans un communiqué, le Conseil fédéral indique, malgré son opposition à l'initiative, qu'il respecte le choix du peuple, que les résultats indiquent des craintes dues à certains courants islamistes et que celles-ci doivent être prises au sérieux.

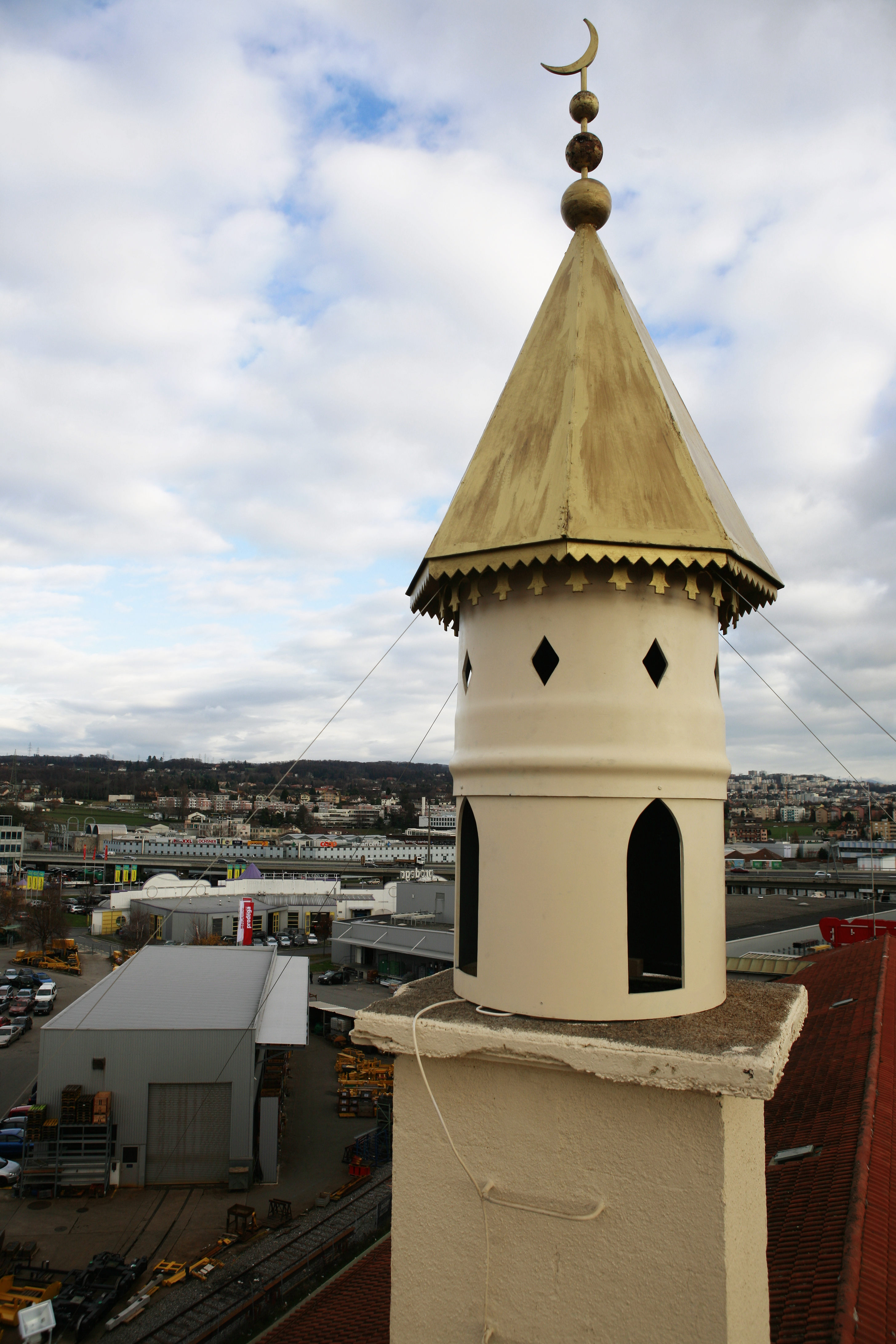
Un minaret factice est installé les 9-10 décembre sur une cheminée de la zone industrielle de Bussigny pour protester contre le résultat du référendum.

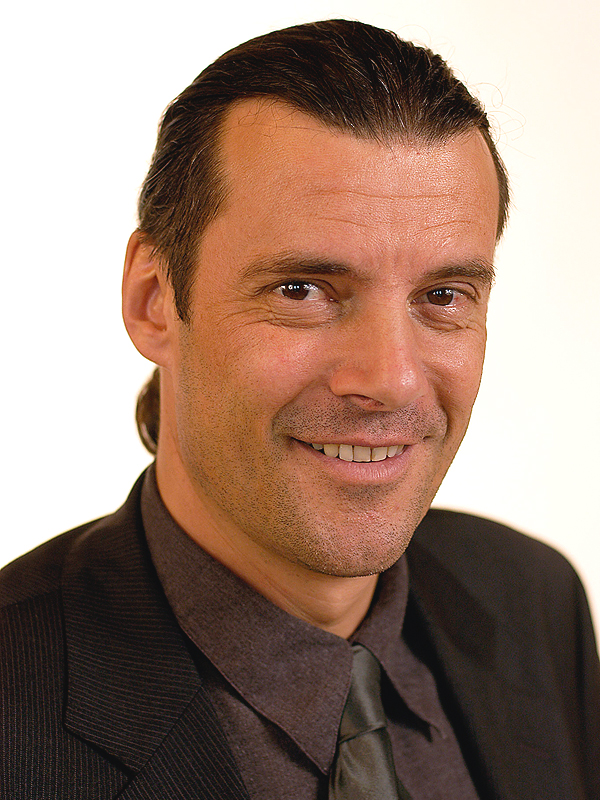
Oskar Freysinger, l'un des défenseurs de l'initiative en Suisse romande

Oskar Freysinger, l'une des figures de l'UDC indique au lendemain de la votation sa « surprise » au vu des résultats, tout en indiquant que son parti ne visait pas l'islam en tant que religion mais seulement l'un de ses « volets politico-militaire ». Par ailleurs, il indique que « les musulmans pourront continuer à pratiquer leur religion ». De son côté, l'ancien conseiller fédéral et vice-président de l'UDC Christoph Blocher, indique que l'un des prochains combats de son parti serait sans doute dirigé contre le port de la burqa ou d'autres « symboles du mépris du droit des femmes ». D'une manière générale, analyse le journal Le Temps, l'UDC semble elle-même surprise par les résultats de la votation et, si le parti a soutenu l'initiative malgré le silence de la plupart de ses dirigeants, il semble qu'une partie des membres de la formation regrettent ce résultat, à l'image de Hannes Germann, qui aurait été selon lui tout aussi heureux avec 49 % d'approbation, ou de Guy Parmelin, qui croit savoir que certains sont désormais sur la défensive. D'ailleurs, toujours selon Le Temps, cette votation pourrait amener à des frictions au sein du parti entre les ailes économique et traditionaliste.
Selon de premières analyses, il semblerait que ce résultat soit dû à une peur diffuse de l'islam, de ce qu'il représente dans l'imaginaire collectif, notamment au travers de certains de ses codes, à l'image de la burqa, du voile, de la charia et d'autres manifestations incomprises par la population. Ainsi, les Suisses n'auraient pas voté contre les musulmans de Suisse mais contre l'image d'un certain islam radical qui leur fait peur et qui alimente tous les fantasmes. Selon Ueli Leuenberger, du parti des Verts suisses, cité par Gresh, ce résultat s'explique par « une propagande extrêmement bien faite, qui a joué sur les préjugés ».

### Réactions dans le monde
Très rapidement, de nombreuses réactions souvent contradictoires sont exprimées à travers le pays puis le monde, reflétant une incompréhension et une surprise de la plupart des pays musulmans ainsi que des organisations islamiques. Pour Alain Gresh, il s'agit de la victoire de l'islamophobie sur la raison.
En Europe, plusieurs partis nationalistes se félicitent du vote suisse, dont le Vlaams Belang belge qui compare le référendum au « combat de Guillaume Tell contre la domination des Habsbourg ». Aux Pays-Bas, le Parti pour la liberté du député Geert Wilders salue le « résultat fabuleux » du référendum et exprime son souhait d'organiser une consultation populaire similaire. En France, la vice-présidente du Front national, Marine Le Pen salue l'initiative suisse et demande que soit organisé un « référendum national sur l'immigration et le communautarisme » ; les élites des pays européens nient selon elle les craintes et aspirations du peuple qui résiste à ces signes ostentatoires en montrant son attachement à son identité nationale et à sa culture. Enfin, le vice-ministre italien des Infrastructures et des Transports, Roberto Castelli, se félicite du résultat en déclarant : « Nous faisons face à une forte attaque contre notre identité de la part d'une religion intolérante comme l'islam ». De son côté, l'homme politique autrichien Heinz-Christian Strache, chef du Parti autrichien de la liberté, qui s'est fermement opposé à la construction de minarets dans son pays, qualifie ce résultat de « très réjouissant » (hocherfreulich), ajoutant que l'héritage chrétien et occidental de l'Europe devait être préservé ; ce résultat est selon lui également exemplaire pour l'Autriche.
Après la décision de la Suisse, l'ONG UN Watch déclare qu'elle travaillera pour l'abrogation rapide de cette loi. Le directeur exécutif de l'organisation, Hillel Neuer, rappelle que ce type d'interdiction religieuse est une discrimination illégale.
Le 25 février 2010, le dirigeant libyen Mouammar Kadhafi, déjà en crise diplomatique avec la Suisse appelle au jihad contre la Suisse. En Indonésie, le plus grand pays musulman du monde, la Nahdatul Ulama, organisation islamique traditionaliste, dénonce un signe de « haine » et d'« intolérance » vis-à-vis de l'islam mais appelle les musulmans à « ne pas réagir avec excès ».

Le président français Nicolas Sarkozy consacre un article à ce sujet dans Le Monde où il déclare notamment : 
« Au lieu de vilipender les Suisses parce que leur réponse ne nous plaît pas, mieux vaut nous interroger sur ce qu'elle révèle. Au lieu de condamner sans appel le peuple suisse, essayons aussi de comprendre ce qu'il a voulu exprimer et ce que ressentent tant de peuples en Europe, y compris le peuple français. Rien ne serait pire que le déni. »